# Benno Millenkovich

Benno Heinrich Stephan von Millenkovich [beno milenkovič], avstro-ogrski mornariški častnik in kontraadmiral, * 16. december 1869, Gonobitz tedaj Avstro-Ogrska, † 27. avgust 1946, Dunaj.

## Življenje
Benno Milenkovich je bil sin pisatelja Štefana Millenkovich in brat Maxa von Millenkovich. 

## Vojaška kariera
Leta 1885 je diplomiral na Pomorski akademiji avstrijske cesarske in kraljeve mornarice na Reki. Leta 1889 je uspešno zaključil šolanje in bil sprejet v Avstro-ogrsko vojno mornarico. Leta 1892 je diplomiral na oficirski šoli (Offiziers und Torpedoschule der k.u.k. Kriegsmarine).
21. septembra 1889 se je v Puli udeležil potovanja kadetov letnika 1889 na korveti SMS Fasana, prav tako tudi 20. decembra 1890. Poveljnik ladje je bil kapitan fregate Rudolf Berghofer, GDO poročnik linijske ladje vitez Victor Bless von Sambuchi. Trasa potovanja: Pulj - Messina - Gibraltar - Rio de Janeiro - Montevideo - Punta Arenas - Magellanov preliv - Valparaiso - Callao - Nuku-Hiva - Papeete - Apia - Suva - Port Moresby - Timor - Surabaja - Batavija - Mauricius - Aden - Džeda - Suez - Port Said - Zante - Pulj.

## Odlikovanja
- 1912 Vojni križ za zasluge (Militärverdienstkreuz)
- 1913 Spominski križ na mobilizacijo 1912-1913 (Erinnerungskreuz 1912/1913)
- 1914 Znak vojaške službe (Militärdienstzeichen) 3. razreda za oficirje z vojno dekoracijo
- 1914 Poveljniški križ romunskega reda Krone
- 1915 Red železne krone 3. razreda z vojno dekoracijo
- 1917 Karlov četni križ (Karl Truppenkreuz)
- 1917 Vojni križ za zasluge (Militärverdienstkreuz) 3. razreda z vojno dekoracijo
- 1917 Nemški železni križec 2. razreda z dekoracijo
- Viteški križ avstrijskega reda Leopolda z vojno dekoracijo